# Marianne Hainisch
Marianne Hainisch z domu Perger (ur. 25 marca 1839 Baden (Dolna Austria), zm. 5 maja 1936 w Wiedniu) – austriacka feministka, założycielka i przywódczyni austriackiego ruchu kobiecego oraz matka prezydenta Austrii Michaela Hainischa.

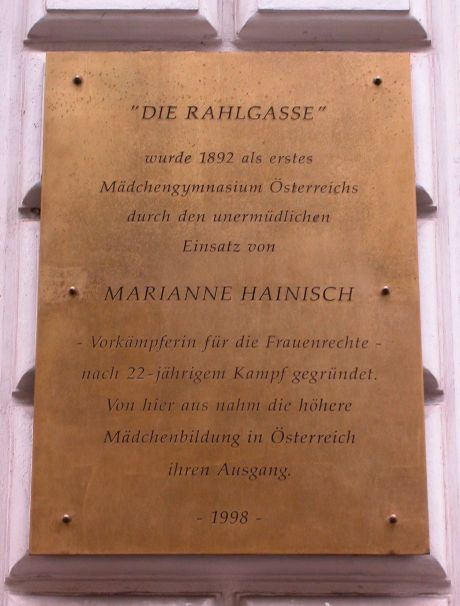
Kondolencje dla Marianne Hainisch w Rahlgasse (Wiedeń-Mariahilf)

## Życiorys
W 1857 Marianne Perger, córka przedsiębiorcy z Hinterberg, poślubiła przedsiębiorcę Michaela Hainischa (który posiadał zakład tkacki w Aue), z którym miała dwoje dzieci: Michaela, (1858) i Marię (1860). W 1868 Hainischowie przenieśli się do Wiednia.
W późnych latach 1860ych Marianne przeżyła przełomowe doświadczenie. Jej przyjaciółka (która znała kilka języków i była muzycznie utalentowana), nie była w stanie znaleźć pracy, która „odpowiadałaby pozycji społecznej mężczyzny” po tym, jak jej mąż zbankrutował z powodu kryzysu bawełny po wojnie secesyjnej. Odmówiono jej również szkolenia zawodowego. 30-letnia Marianne uświadomiła sobie, jak ważna dla kobiet szukających pracy była edukacja.
Od 1870 domagała się ustanowienia szkół dla dziewcząt i dopuszczenia kobiet do studiów wyższych. W tym roku napisała artykuł W sprawie edukacji kobiet, którego nie chciała wydać żadna gazeta. Na walnym zgromadzeniu Wiedeńskiego Towarzystwa Nabywczego Kobiet (Wiener Frauen-Erwerb-Vereines) 25 marca wygłosiła ten tekst jako wykład, żądając od miasta Wiedeń założenia klas szkolnych dla dziewcząt. Akcja ta była opisywana w gazetach, i sprawiła, że Marianne zyskała 40,000 guldenów na utworzenie szkoły dla dziewcząt. Z tych środków założyła sześcioklasowe liceum, które uzyskało prawa publiczne w 1891 roku. W 1892 roku założyła pierwsze gimnazjum dla dziewcząt w krajach niemieckojęzycznych, które w 1910 przeniosła się na ulicę Rahlgasse 4. W 1902 roku założyła Federację Stowarzyszeń Austriackich Kobiet (Vereins für erweiterte Frauenbildung), gdzie pełniła funkcję prezesa do 1918 roku.
W 1909 roku została wybrana wiceprezesem Związku Kobiet. Przed pierwszą wojną światową pracowała dla dobra i ruchu na rzecz pokoju razem z Berthą von Suttner, a po jej śmierci w 1914 roku została szefem Komisji Pokoju w Federacji Stowarzyszeń Austriackich Kobiet. Jesienią 1918 Marianne Hainisch dołączyła do Mieszczańsko-demokratycznej Partii Robotniczej (Bürgerlichdemokratischen Arbeiterpartei), a 11 lat później została współzałożycielką Austriackiej Partii Kobiet (Österreichische Frauenpartei), która miała umożliwić uzyskanie przez kobiety głosu na poziomie parlamentarnym. Zmarła 5 maja 1936.
W 1967 jej rodzinne Baden postawiło jej pomnik. W 1989 Austria wydała upamięrtniający ją znaczek w 150lecie jej urodzin. W 2002 została patronką ulicy (Marianne-Hainisch-Gasse) w Wiedniu. Jest uważana za inicjatorkę Dnia Matki w Austrii, który obchodzony jest od 1924 roku.

## Prace (wybór)
- W sprawie edukacji kobiet, wykład wygłoszony na III walnym zgromadzeniu Wiedeńskiego Towarzystwa Nabywczego Kobiet, 1870, pełny tekst oryginalny (niemiecki).
- Kobiece pytanie o chleb, 1875, pełny tekst oryginalny (niemiecki).
- Słowo matki w kwestii kobiecej; Wykład wygłoszony 1 lutego 1892 w Wiedniu w Stowarzyszeniu Wyższej Edukacji Kobiet (Verein für erweiterte Frauenbildung), 1892, pełny tekst oryginalny (niemiecki).
- Praca kobiet, 1911, pełny tekst oryginalny (niemiecki).
- Matka, 1913, pełny tekst oryginalny (niemiecki).